# Enrique Barreiro
Juan Enrique Barreiro Vázquez (Castronuño, Valladolid, 7 de gener de 1899- Sanxenxo, 27 de febrer de 1984) va ser un director i fotògraf de cinema gallec.

## Trajectòria
Barreiro era fill del fotògraf d'A Estrada Ramón Barreiro Barcala, establert a Mèxic, que va tornar amb la seva família a Galícia el 1910, establint-se a Pontevedra.
Entre el 1919 i el 1921 va començar la primera investigació fotogràfica sobre el color, a partir de la qual va dissenyar un procés per la pel·lícula en color, patentada el 1925, després de realitzar les primeres proves dos anys abans. Va estrenar al Teatro Principal de Pontevedra el documental Pontevedra, cuna de Colón, realitzat amb el seu nou sistema, el 1927. Va exhibir la segona versió d'aquest documental al cinema ideal el 1930.
El 1932 va cofundar la productora Folk amb el seu germà Ramón i el pintor Ramón Peña, amb qui va realitzar un informatiu de cinema gallec que va durar fins al 1935. va rodar els documentals El Seminario de Estudios Gallegos en Deza i Por unha Galicia nova, donant suport a l'Estatut d'Autonomia de Galícia. Al mateix temps, va continuar patentant sistemes òptics per al cinema.
Amb el cop d'estat del 18 de juliol de 1936 va ser arrestat i empresonat a l'illa de San Simón, però va ser alliberat poc després amb l'ajut de Daniel de la Sota, president de la Diputació. El 1940 es va establir a Madrid, on ja vivia el seu germà, i va obrir un laboratori fotogràfic i va continuar investigant. Va patentar Yuxtacolor, un procediment cinematogràfic que no va comercialitzar la pel·lícula negativa de Kodak. El desenvolupament es va paralitzar encara més per l'empitjorament de la relació entre germans. Va tornar a Pontevedra, va reobrir l'antic estudi fotogràfic i va començar a pintar retrats.